# ミルクホール
ミルクホールとは、明治・大正期にかけて日本の市街地に数多く存在した、主に牛乳や軽食を提供することを目的とした簡易な飲食店の形態である。

## 概要
当時の日本政府が日本人の体質改善を目的として牛乳を飲むことを推奨していた明治時代に数多く出現した。起源ははっきりしないが、愛知大学教授の太田幸治によれば「ミルクホール」の屋号を掲げた店で確認できる最古のものは、1897年（明治30年）に東京・神田で開店したとされる。太田はビアホールの出現と盛況が形態および名称に影響を与えたと推測している。他の説としては、1877年（明治10年）に現浅草二丁目交差点近くにあるラ・プラージュという店舗の場所で創業したというのもある。その店舗の建物の碑には、創業明治10年 Since 1877 MILK HALLと刻まれている。

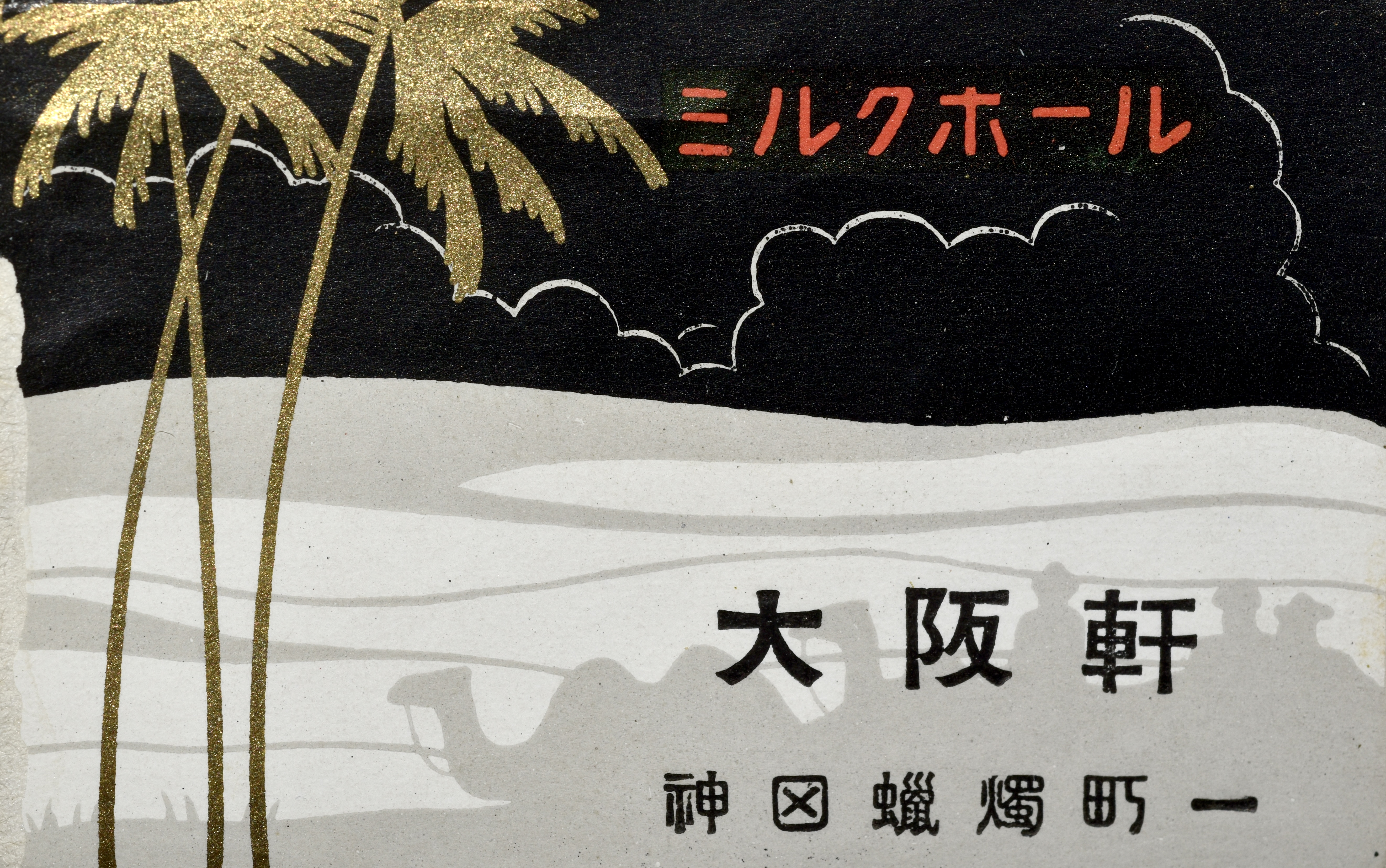
戦前のミルクホール「大阪軒」のマッチラベル

地方都市にいたるまで普及したのは1907年（明治40年）頃のこととされ、この頃には学生街や鉄道駅の近辺などで、学生を主な客層としており、牛乳、清涼飲料、食パンなどのパン類、カステラなどの洋菓子類、ミカン、豆菓子類、スープ、米料理、揚げ物などを扱った。これらの品目は庶民的な価格で提供された。菓子の「シベリア」はミルクホールから広まったとされる。
また、新聞縦覧所を兼ねていることが多く、その場合新聞、官報、雑誌などを備え置き、無料で供覧に付した。新聞購読が大衆化したことによって、この需要で顧客を呼び込めなくなり、飲食物の提供のみにシフトしていった。
大正期には、コーヒーが一般化していくにつれて、ミルクホールでもコーヒーを提供するようになるが、関東大震災以降はコーヒーや紅茶をメインとする新業態「喫茶店」に取って代わられた。また、のちの「カフェー (風俗営業)」がそうであったように、売買春の偽装営業に用いられるようになった。

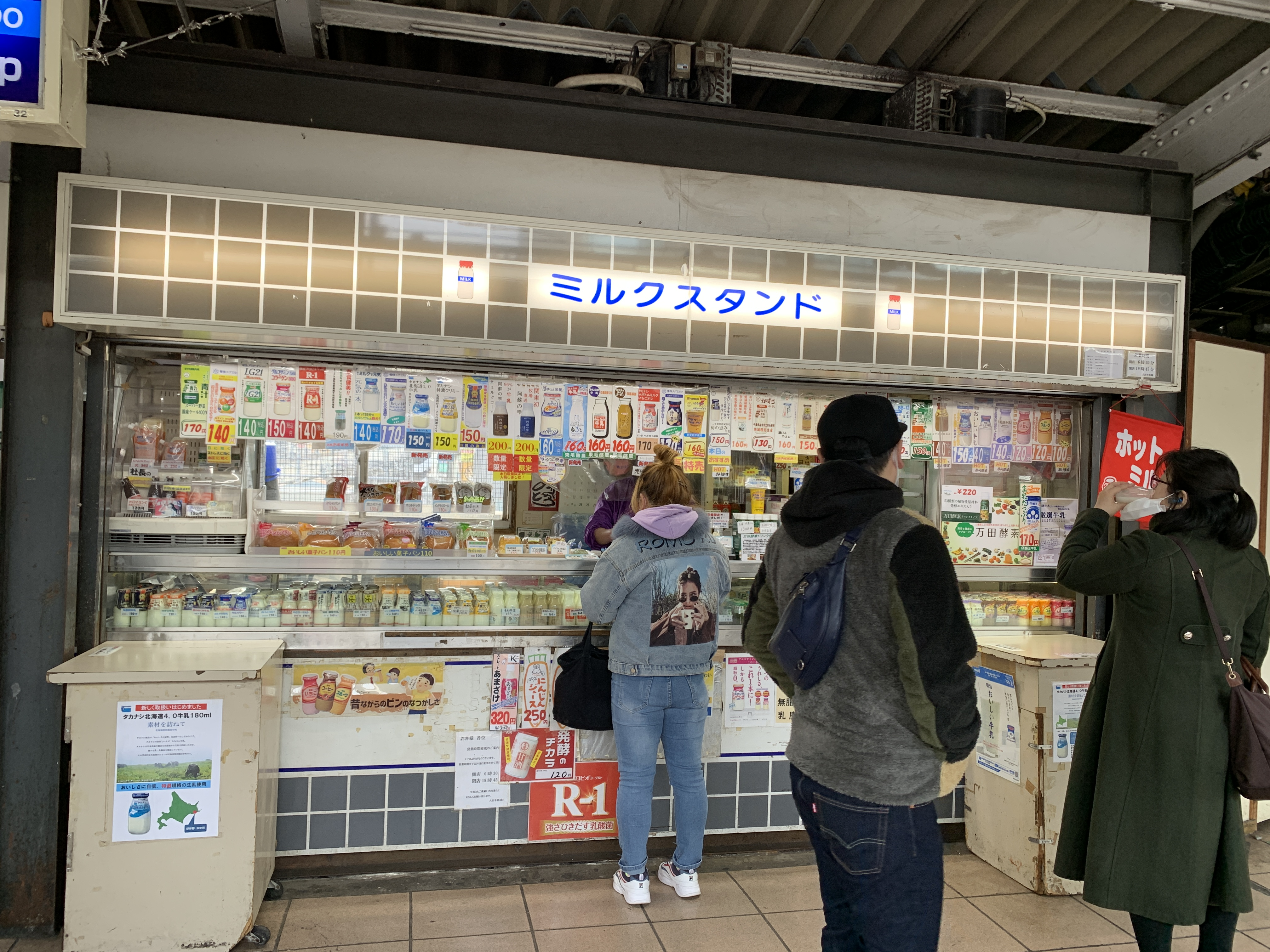
秋葉原駅のミルクスタンド（2022年）

ミルクホールは第二次世界大戦後にはほとんど姿を消したとされる。ミルクホールを名乗る店舗は今も存在するが、上記のような旧来の形態のミルクホールではなく、懐古的なイメージから命名された現代風のカフェである例が多い。むしろ鉄道駅・遊園地などの「ミルクスタンド」に名残がみられる。